# 헤드룸 (오디오 신호 처리)
헤드룸(headroom)은 디지털 및 아날로그 오디오에서 오디오 시스템의 신호 처리 능력이 기 지정된 노미널 레벨을 초과하는 상황을 말한다. 헤드룸은 변화하는 오디오 피크(peak)가 시스템 또는 오디오 신호에 손상을 입히지 않고도 노미널 레벨을 초과할 수 있도록 하는 안전 지대로 간주될 수 있다. (예를 들면 클리핑을 통해서) 노미널 레벨과 헤드룸에 관한 권고안은 표준 기구에 따라 다르다.

## 디지털 오디오
| 응용                            | 헤드룸   |
| ------------------------------- | -------- |
| FM 방송                         | −9 dBFS  |
| 디지털 방송 및 일반 디지털 녹음 | −18 dBFS |
| 일반 마스터 레코딩              | −24 dBFS |

## 얼리언먼트 레벨
- AL = 아날로그 레벨(analog level)
- SPL = 음압 레벨(sound pressure level)

## 같이 보기
- 등청감 곡선